# IC 1536
IC 1536 — галактика типу E-S0 (еліптична спіральна галактика) у сузір'ї Андромеда.
Цей об'єкт міститься в оригінальній редакції індексного каталогу.